# Ensayara entrichoma
Ensayara entrichoma is een vlokreeftensoort uit de familie van de Endevouridae. De wetenschappelijke naam van de soort is voor het eerst geldig gepubliceerd in 1990 door Gable & Lazo-Wasem.